# Арканзас
 За реката със същото име вижте Арканзас (река).  
Арка̀нзас (на английски: Arkansas, МФА:[ˈɑrkənsɔː]) е щат в САЩ. Площ 137 733 km², от които 2876 km² (2,09%) са водна площ (1,4% от територията на САЩ, 29-о място по площ). Население към 1 януари 2017 г. 3 004 279 души (0,92% от населението на САЩ, 32-ро място). Гъстота 21,81 души/km². Столица и най-голям град Литъл Рок, разположен в централната част на щата, център на транспорта, бизнеса, културата и на правителството. Известен е под прозвището „естественият щат“ и има много различни региони, които предлагат на жители и туристи разнообразни възможности за отдих на открито. Арканзас е 26-ият по ред американски щат, образуван на 17 юни 1836 г.

## География
Щатът Арканзас е разположен в южната част на САЩ. Граничи с щатите: Оклахома на запад, Мисури на север, Тенеси и Мисисипи на изток, Луизиана на юг и Тексас на югозапад.
Релефът на щата е разнообразен. Южните и източните му региони са заети от северната част на обширната Примексиканска низина, през която от север на юг, по източната граница на щата протича река Мисисипи с част от долното си течение. В северните райони се простира южната, най-висока част (планината Бостън, 823 m) на платото Озарк, а на запад – източната, най-висока част на планината Уашита – връх Магазин 2753 f, 839 m.
Цялата територия на щата попада във водосборния басейн на река Мисисипи, която протича по източната му граница. Нейни основни десни притоци са: Сейнт Франсис, Уайт Ривър с притока си Блек Ривър, Арканзас, Уашита с притоците си Литъл Мисури и Салин и Ред Ривър с притока си Литъл Ривър. В щата има множество, предимно проточни езера: Норфолк, Бул Шолс, Бивър и други по течението на река Уайт Ривър; Уашита (най-голямото в щата) на река Уачита. Мил Ууд на река Литъл Ривър и др.
Климатът на щата е влажен, субтропичен, а в нископланинските северни и северозападни части – влажен, умереноконтинентален. Въпреки че щатът отстои на близо 400 km на север от бреговете на Мексиканския залив този голям боден басейн оказва съществено влияние върху неговия климат. За Арканзас са характерни горещо и влажно лято и студена, по-малко влажна зима. В столицата Литъл Рок средния юлски максимум съставлява 34 °C, а средния юлски минимум 23 °C. Среден януарски максимум 11 °C, среден януарски минимум 0 °C. Годишната сума на валежите се колебае от 1000 mm на север до 1500 mm на юг. Снеговалежите са рядко явление, преди всичко в северните райони на щата. Абсолютната максимална температура за щата от 49 °C е зафиксирана на 10 август 1936 г. в град Озарк (на северозапад), а абсолютната минимална температура от -34 °C – на 13 февруари 1905 г. в град Гравет (в крайния северозападен ъгъл на щата). Щатът е известен със своите прородни катаклизми: силни гръмотевични и снежни бури, унищощаващи градушки и смерчове (торнадо).

## Транспорт
През щата преминават изцяло или частично участъци от 8 междущатски магистрали 20 междущатски шосета:
- Междущатска магистрала  – 143,0 мили (230,2 km), от югозапад, границата с Тексас на североизток до столицата Литъл Рок;
- Междущатска магистрала  – 284,0 мили (457,1 km), в централната част, от запад на изток, в т.ч. през столицата Литъл Рок;
- Междущатска магистрала  – 72,2 мили (116,2 km), в североизточната част, от юг на север;
- Междущатска магистрала  – 12,9 мили (20,8 km), в западната част на столицата Литъл Рок;
- Междущатска магистрала  – 14,1 мили (22,8 km), в източната част на столицата Литъл Рок;
- Междущатска магистрала  – 46,7 мили (75,1 km), от столицата Литъл Рок на юг до град Пайн Блъф;
- Междущатска магистрала  – 14,7 мили (23,7 km), от юг на север през град Форт Смит;
- Междущатска магистрала  – 7,4 мили (11,9 km), от запад на изток в столицата Литъл Рок.

- Междущатско шосе  – 182,3 мили (293,4 km), в североизточната част;
- Междущатско шосе  – 111,0 мили (178,6 km), в югозападната част;
- Междущатско шосе  – 76,0 мили (122,3 km), в североизточната част;
- Междущатско шосе  – 329,9 мили (530,9 km), в северната част, от запад на изток;
- Междущатско шосе  – 124,0 мили (199,5 km), в североизточната част;
- Междущатско шосе  – 289,4 мили (465,7 km), в средната част, от запад на изток;
- Междущатско шосе  – 302,0 мили (485,9 km), от юг-югоизток на север-северозапад, в т.ч. през столицата Литъл Рок;
- Междущатско шосе  – 319,0 мили (513,3 km), от югозапад на североизток, в т.ч. през столицата Литъл Рок;
- Междущатско шосе  – 273,0 мили (439,3 km), от запад-югозапад на изток-североизток, в т.ч. през столицата Литъл Рок;
- Междущатско шосе  – 347,3 мили (558,8 km), в западната част, от юг на север;
- Междущатско шосе  – 269,0 мили (432,8 km), в югоизточната част, от югозапад на североизток;
- Междущатско шосе  – 190,7 мили (306,9 km), в южната част, от запад на изток;
- Междущатско шосе  – 183,0 мили (294,4 km), в югоизточната част, от юг на север;
- Междущатско шосе  – 261,0 мили (419,9 km), в централната част, от юг на север;
- Междущатско шосе  – 167,0 мили (268,7 km), в централната част, от запад на изток;
- Междущатско шосе  – 3,2 мили (5,1 km), в град Форт Смит;
- Междущатско шосе  – 255,0 мили (410,3 km), в южната част, от запад на изток;
- Междущатско шосе  – 134,0 мили (215,6 km), в югозападната част;
- Междущатско шосе  – 287,0 мили (461,8 km), в сдеверната част, от запад на изток;
- Междущатско шосе  – 91,0 мили (146,4 km), в югоизточната част.

## Градове
- Литъл Рок
- Форт Смит
- Хот Спрингс
- Хоуп

## Административно деление
Щатът Арканзас административно се поделя на 75 окръга:
- С най-големи площи са окръзите Юниън 2732 km², Уайт 2699 km² и Арканзас 2678 km², а с най-малки – окръзите Пери 1453 km², Себасчън 1414 km² и Лафайет 1412 km²;
- С най-многобройно население са окръзите Пуласки 393 250 души, Бентън 258 291 души и Вашингтон 228 049 души, а с най-малко население – окръзите Лафайет 6847 души, Удръф 6641 души и Калхун 5144 души;
- С най-голяма плътност на населението са окръзите Пуласки 187,98 души/km², Бентън 112,69 души/km² и Вашингтон 92,48 души/km², а с най-малка плътност – окръзите Монтгомъри 4,29 души/km², Нютън 3,72 души/km² и Калхун 3,36 души/km².

1. Арканзас
2. Ашли
3. Бакстър
4. Бентън
5. Брадли
6. Бун
7. Ван Бюрън
8. Вашингтон
9. Гарлънд
10. Грант
11. Грийн
12. Далас
13. Джаксън
14. Джеферсън
15. Джонсън
16. Дрю
17. Дъшей
18. Изърд
19. Индипендънс
20. Йел
21. Калхун
22. Керъл
23. Кларк
24. Клей
25. Клейбърн
26. Кливланд
27. Колумбия
28. Конуей
29. Крейгхед
30. Критъндън
31. Крос
32. Кроуфорд
33. Лафайет
34. Лий
35. Линкълн
36. Литъл Ривър
37. Логан
38. Лоноки
39. Лорънс
40. Мариън
41. Медисън
42. Милър
43. Мисисипи
44. Монро
45. Монтгомъри
46. Невада
47. Нютън
48. Пайк
49. Пери
50. Пойнсет
51. Полк
52. Поуп
53. Прери
54. Пуласки
55. Рандолф
56. Салин
57. Себасчън
58. Сейнт Франсис
59. Сивиър
60. Скот
61. Стоун
62. Сърси
63. Уайт
64. Удръф
65. Уашита
66. Филипс
67. Фолкнър
68. Франклин
69. Фултън
70. Хауърд
71. Хемпстед
72. Хот Спринг
73. Шарп
74. Шико
75. Юниън